# Live Timeline
Live Timeline – ósmy album koncertowy Wishbone Ash.

## Lista utworów
Album zawiera utwory:
1. Lost Cause in Paradise – 4:58
2. Standing in the Rain – 6:11
3. Strange Affair – 5:00
4. The King Will Come – 6:50
5. Throw Down the Sword – 5:57
6. In the Skin – 6:19
7. Why Don't We – 8:15
8. Wings of Desire – 4:18
9. Time Was – 2:30
10. Living Proof – 5:59
11. Blowin' Free – 9:17
12. Vas Dis – 4:17
13. Where Were You Tomorrow – 5:45